# それ行けカープ 〜若き鯉たち〜
『それ行けカープ 〜若き鯉たち〜』（それいけカープ わかきこいたち）は、日本野球機構（NPB）のセントラル・リーグに所属する広島東洋カープの球団歌・応援歌である。1975年（昭和50年）発表、同年8月リリース。発売元は当時のCBSソニー（現ソニー・ミュージックエンタテインメント）。

## 解説
1975年、前年まで3年連続最下位と低迷が続くカープの新監督に前年来日し打撃コーチを務めたジョー・ルーツが就任。本楽曲は同監督の下でチーム改革が進められていたカープの意気込みを汲み取り、共に「カープを優勝させる会」（雑誌編集者の佐々木久子主宰）のメンバーだった作詞家の有馬三恵子と作曲家の宮崎尚志の手により、1953年（昭和28年）制定で20年余り歌われた2代目『広島カープの歌』に代わる3代目の新球団歌として発表された。8月に発売されたオリジナルのシングル・レコ―ドで歌唱を担当したのは、元ジローズ（1968年）で、NHK総合テレビジョン『ステージ101』（1970年1月-1974年3月）のレギュラー出演グループ『ヤング101』のメンバーとして人気を集め、中国放送のラジオ番組も担当していた塩見大治郎だった。
ルーツはセ・リーグ開幕からわずか15試合でカープを去り（詳細はジョー・ルーツの項目を参照）、コーチから昇格した古葉竹識が後任を引き受けた。そしてカープは球団創設25年目にして悲願の初優勝を達成、その「赤ヘル旋風」とあいまって本楽曲も広島のみならず日本全国に知れ渡るようになった。レコード売上は中国地区だけで30万枚、全国では100万枚以上に達し、広島での売れ行きは同年発売の「およげ!たいやきくん」を凌ぐ勢いとも言われた。
現在もMAZDA Zoom-Zoom スタジアム広島のカープ主催試合において、試合開始前（フルコーラス）、7回裏カープ攻撃前（ラッキー7）のジェット風船飛ばし（1コーラス）、イニング間のインターバル（随時、途中フェードアウト）、それにカープ勝利時（ヒーローインタビュー後、1コーラス）に流れている。加えて2014年からはカープファンを公言する著名人が歌うリレー映像が制作され、試合開始前（フルコーラス）及び7回裏カープ攻撃前（1コーラスショートバージョン）に放映されているほか、広島カープの公式YouTubeチャンネルで公開されている（以下は歌唱順）。
- 2014年バージョン[6] - 小林克也・長州力・岸田繁（くるり）・宇治原史規（ロザン）・TEE・デーモン閣下・水田わさび・東ちづる・尾関高文（ザ・ギース）・堂珍嘉邦・栗原恵[注 1]・杉原杏璃・風見しんご・徳井義実（チュートリアル）・長沼毅・佐藤寿人[注 2]
- 2015年バージョン[7] - 奥田民生・小林克也・東ちづる・岸田繁（くるり）・徳井義実（チュートリアル）・杉原杏璃・竹原慎二・堂珍嘉邦・島谷ひとみ・風見しんご・水田わさび・宇治原史規（ロザン）・山根良顕（アンガールズ）・田中卓志（アンガールズ）・長州力・田中宏[注 3]・尾関高文（ザ・ギース）・佐伯三貴
- 2016年バージョン[8] - 谷原章介・世良公則・島谷ひとみ・風見しんご・田中卓志（アンガールズ）・尾関高文（ザ・ギース）・山根良顕（アンガールズ）・秋野暢子・岸田繁（くるり）・東ちづる・水田わさび・クロちゃん（安田大サーカス）・小林克也
- 2016年優勝記念バージョン[9] - 新藤晴一（ポルノグラフィティ）・岡野昭仁（ポルノグラフィティ）・谷原章介・島谷ひとみ・岸田繁（くるり）・風見しんご・世良公則・堂珍嘉邦・竹原慎二・田中卓志（アンガールズ）・山根良顕（アンガールズ）・秋野暢子・尾関高文（ザ・ギース）・徳井義実（チュートリアル）・東ちづる・C&K・岩瀬敬吾・小林克也・水田わさび・クロちゃん（安田大サーカス）
- 2017年バージョン[10] - 槇原敬之・塩見大治郎・鈴木福・内藤哲也・谷原章介・島谷ひとみ・市川弘太郎・松田美里（わーすた）・小林克也・宇治原史規（ロザン）・尾関高文（ザ・ギース）・岸田繁（くるり）
- 2018年バージョン[11] - デーモン閣下・早見あかり・小林克也・谷原章介・堂珍嘉邦・瀧野由美子（当時STU48）・鈴木福・アンガールズ・島谷ひとみ・西村瑞樹（バイきんぐ）・今村美月（当時STU48）・甲斐心愛（STU48→KLP48）・矢野帆夏（当時STU48）・内藤哲也・宇治原史規（ロザン）・尾関高文（ザ・ギース）
- 2019年バージョン[12] - 八嶋智人・徳井義実（チュートリアル）・槇原敬之・風見しんご・アンガールズ・水田わさび・KISHOW（GRANRODEO）・谷原章介・丸本莉子・チャラン・ポ・ランタン・ヤルキスト・二宮真琴・内藤哲也・小林克也・尾関高文（ザ・ギース）・宇治原史規（ロザン）・西村瑞樹（バイきんぐ）
- 2020年バージョン[13] - 中元みずき・島谷ひとみ・中村芝翫・堂珍嘉邦・八嶋智人・世武裕子・かが屋・鈴木福・内藤哲也・原晋・小林克也・谷原章介・段原瑠々（Juice=Juice）・KISHOW（GRANRODEO）・高山峻野・松田美里（わーすた）・風見しんご・尾関高文（ザ・ギース）
- 2021年バージョン[14] - 谷原章介・樋口楓・内藤哲也・山根良顕（アンガールズ）・田中卓志（アンガールズ）・瀧野由美子（当時STU48）・今村美月（当時STU48）・西村瑞樹（バイきんぐ）・風見しんご・YORI（DA PUMP）・鈴木福・尾関高文（ザ・ギース）・甲斐心愛（STU48→KLP48）・矢野帆夏（当時STU48）・小林克也・島谷ひとみ・市川弘太郎・塩見大治郎・水田わさび・麻生夏子・八嶋智人・KISHOW（GRANRODEO）
- 2022年バージョン[15] - 山縣亮太・徳井義実（チュートリアル）・島谷ひとみ・ガッツ石松・橋本じゅん・谷原章介・水田わさび・鈴木福・Machico・鞘師里保・八嶋智人・小林克也・風見しんご・平岡恵子・内藤哲也・世武裕子・尾関高文（ザ・ギース）・山根良顕（アンガールズ）・田中卓志（アンガールズ）
- 2023年バージョン[16] - 谷原章介・デーモン閣下・小林克也・塩見大治郎・水田わさび・早見あかり・じろう（シソンヌ）・甲斐心愛（STU48→KLP48）・内藤哲也・西村真二（コットン）・島谷ひとみ・風見しんご・八嶋智人・鈴木福・市川青虎・倉本康子・KISHOW（GRANRODEO）・アンガールズ・徳井義実（チュートリアル）・尾関高文（ザ・ギース）・ゴッホ向井ブルー・西村瑞樹（バイきんぐ）
- 2024年バージョン - 岸田繁（くるり）・八嶋智人・原晋・アンガールズ・高野菜々・鈴木福・宇治原史規（ロザン）・橋本じゅん・ハリー杉山・水田わさび・谷原章介・内藤哲也・塚本恋乃葉・尾関高文（ザ・ギース）・山本杏奈（=LOVE）・かが屋・小林克也
- 2025年バージョン - 谷原章介・塩見大治郎・チャンス大城・鈴木福・寺本莉緒・八嶋智人・塚本恋乃葉・尾関高文（ザ・ギース）・HIPPY・原晋・小林克也・クリス・ハート・西村瑞樹（バイきんぐ）・藤本冬香（SKE48）・アンガールズ・倉本康子・内藤哲也

2017年5月20日からは、二軍本拠地・由宇球場の最寄駅である、JR山陽本線由宇駅の列車接近メロディ（入線メロディ）に採用されている。
放送番組では、日本テレビ系『ズームイン!!朝!』のプロ野球いれコミ情報で広島テレビから前日のカープの試合結果を伝える際にBGMとして用いられていた。またニッポン放送ショウアップナイターや文化放送ホームランナイターでもカープ戦中継においてカープが勝利した際同球団に敬意を表し放送の締めの部分で流していたことがある（現在は両ナイター共実施していない）。

## 収録曲（オリジナル）
1. それ行けカープ 〜若き鯉たち〜
  - 作詞：有馬三恵子、作曲・編曲：宮崎尚志、歌唱：塩見大治郎
2. 勝て勝てカープ
  - 作詞：池田真琴、作曲：山本寿、編曲：宮崎尚志、歌唱：塩見大治郎
    - 先述の2代目球団歌『広島カープの歌』を改題し、歌詞の一部を改変。ちなみに原作詞者の池田は読売ジャイアンツ球団歌『巨人軍の歌 -闘魂こめて-』作詞者の「椿三平」と同一人物である[注 5]。

- オリジナル盤の規格品番：SOLB 299（黄色地に選手・監督ら29人の似顔絵とカープ坊やがデザインされたジャケット）
- 再発レコード盤の規格品番：06SH 549（価格が改定され、ジャケットも赤地に山本浩二・衣笠祥雄・水谷実雄・高橋慶彦の写真とカープ坊やが掲載されたものに変更された）
- 1991年再発シングルCDの規格品番：SRDL-3410 それぞれの楽曲のオリジナル・カラオケが追加された。
- 1996年再発シングルCDの規格品番：SRDL-4268

## 音源化
1975年に発売された塩見のオリジナル版は、1991年にソニー・ミュージックエンタテインメントより、オリジナルの収録曲2曲のオリジナル・カラオケを加えてシングルCD化されたが、7年後に廃盤となり、同シングルCDはその後、中古市場にて破格の高値で取引されていた。しかし2009年、MAZDA Zoom-Zoom スタジアム広島誕生とともに、ブログなどでファンによる塩見のオリジナル版の再発の要望が続出し、ソニーは同年5月、それに応えるべく、オリジナル版及びそのオリジナル・カラオケ、更にソニーが原盤を所有する他の応援歌『勝て勝てカープ』(歌・塩見大治郎)、『燃える赤ヘル僕らのカープ』（この曲のみコロムビアミュージックエンタテインメントから音源提供、歌＝事崎正司・コロムビアゆりかご会）、『ヴィクトリー・カープ』、『Carp讃歌』(以上歌・塩見大治郎。この2曲はオリジナル・カラオケはない)が共に入ったアルバムCD『VICTORY CARP』の発売を発表し、同年7月22日にようやく久々に再発売された(CD番号:MHCL1549)。更に同アルバムからは、ソニーミュージックショップやmoraのサイトにて、『勝て勝てカープ』、『燃える赤ヘル僕らのカープ』以外の全4音源が有料ダウンロード版で入手可能となった。
1999年に日本のプロ野球各球団の応援歌のアルバムCDを毎年発売している現在のコロムビアミュージックエンタテインメントから、演歌歌手である南一誠の歌のバージョンが登場、2008年4月23日発売のマキシ・シングルである『広島天国』にも本曲が収録されている（ただし、この曲のオリジナル・カラオケのみは未収録である）。この音源は、「iTunes Store」ほかで有料ダウンロード版も入手可能である。更に2009年には、MAZDA Zoom-Zoom スタジアム広島の設立と共に同球場内で流す音楽のアレンジを変更するのに伴い、この歌も塙一郎の編曲による打ち込みによるシンセサイザーのバックのスタイルに変更。こちらの音源は、ビクターエンタテインメントから2009年4月3日に、『それ行けカープ〜広島東洋カープ Stadium Sound Track』のアルバムCDの中の曲として初めて発売された(アルバムの詳細は後に記述)。こちらは、広島民放4局のアナウンサーが系列を越えて組んだ応援ソング・ユニット「鯉してるオールキャスターズ」（メンバーは中国放送：藤村伊勢、広島テレビ：森拓磨、広島ホームテレビ：松藤好典、テレビ新広島：深井瞬）、Marquee Marblish BANDの2つの歌入りヴァージョン、そしてオリジナルカラオケの計3バージョンが収録されており、以上の音源も、「iTunes Store」ほかで有料ダウンロード版も入手可能である。
前述の『それ行けカープ～広島東洋カープ Stadium Sound Track』のアルバムには、『それ行けカープ』のほか、MAZDA Zoom-Zoom スタジアム広島で5回終了後にホーカー（鷹の様にスタンドを行き来する売り子）たちのリードで披露されるCCダンスの使用曲 『勝利を我らに!〜Let's win!〜』等、カープのホームゲームにて球場内で使う音源が多数収録されており、現在は当アルバムの全曲分、「iTunes Store」ほかで有料ダウンロード版も入手可能である。
なお、1980年に角川博の歌唱バージョンが、広島ホームテレビ企画のシングルレコード『大広島音頭』のカップリング曲として収録された。編曲は薗広昭、発売元はRVC（現：ソニー・ミュージックレーベルズ傘下・アリオラジャパン）。

## エピソード
- 作曲者・宮崎尚志は作曲当時の主力選手であった山本浩二が奮い立つように、山本の出身校である法政大学の応援歌をまね、最後のフレーズをイントロにも使った。宮崎は全くの野球音痴で広島県人でもなかったが、樽募金までして球団を存続させた生い立ちに感銘を受け、カープを愛するファンの心意気を投影したかったと語っている。初恋の人が広島の人だったから、という裏話もある。1975年のシーズンオフには山本浩二から、守備についた時に口ずさんでいたと聞かされた。また立教大学の一年後輩で当時読売ジャイアンツの監督であった長嶋茂雄には、あの歌を聞くと戦意を喪失すると言わしめた。後年はシーズンが終盤になる頃には「お～い、カープぅ～、頑張ってくれよぉ～、また優勝してくんねぇかなぁ～」が口癖になるほどのこの曲のファンであった[18][19]。
- 曲が完成した時、低音の美声を持つ古葉監督も有馬の提案で歌い手の候補に挙がっていた。古葉によると、一時は打診を受け入れたが、家族から「ファンの皆さんに歌い継がれていく歌だから」と言われて断りを入れたという[20]。
- 2番の歌詞「闘志をつくし」は、当初「人事をつくし」であった。歌詞で手直しされたのはその一箇所だけだったという[20]。
- 広島交響楽団と広島東洋カープが2008年11月24日、広島厚生年金会館で開催した演奏会「ありがとう広島市民球場！ザ・カープ・シンフォニー」に際して、「それ行けカープ」をもとに交響曲の作曲を担当した宮崎道（宮崎尚志の次男）は、その5年前に他界した父のメロディーについて、原爆ドームの真向かいにある旧広島市民球場で流れることを念頭に、原爆で亡くなった市民への鎮魂歌として、スタンドのカープファンがみんなで合唱できる賛美歌のようなイメージで仕上げたのではないかと語っている。ちなみに宮崎尚志の父（道の祖父）・豊文は葉山教会を建てたことで知られる牧師である。
- 2005年にテレビ東京系列で放送されたテレビアニメ『涼風』の主人公・秋月大和は広島県出身でカープファンの少年という設定であるため、このアニメのサントラ集に秋月大和の歌唱による『それ行けカープ』が収録されている。ただし4番の歌詞は省略されている。
- 2019年3月から中国放送で放送のテレビドラマ『恋より好きじゃ、ダメですか?』のエンディングで流れた。また、2019年7月10日発売の高田夏帆1stシングルCD「大航海2020 〜恋より好きじゃ、ダメですか?ver.〜」にカップリングで収録。